# نيكي كلارك (لاعب كرة قدم)
نيكي كلارك (بالإنجليزية: Nicky Clarke)‏ هو لاعب كرة قدم بريطاني في مركز الدفاع، ولد في 20 أغسطس 1967 في والسال في المملكة المتحدة. لعب مع نادي تشيسترفيلد ونادي دونكاستر روفرز ونادي مانسفيلد تاون ووولفرهامبتون واندررز.